# Inchupalla (distrito)
Inchupalla é um distrito do departamento de Puno, localizada na província de Huancané, Peru.

## Transporte
O distrito de Inchupalla é servido pela seguinte rodovia:
- PU-115, que liga a cidade de Huatasani ao distrito de Quilcapuncu [1][2][3]